# Conus janus
Conus janus е вид охлюв от семейство Conidae. Видът не е застрашен от изчезване.

## Разпространение и местообитание
Разпространен е в Индия (Керала и Тамил Наду), Коморски острови, Мавриций, Мадагаскар, Майот, Мозамбик и Реюнион.
Обитава пясъчните дъна на океани.